# Tanoh Mirah (Peusangan)
Tanoh Mirah is een bestuurslaag in het regentschap Bireuen van de provincie Atjeh, Indonesië. Tanoh Mirah telt 797 inwoners (volkstelling 2010).